# Poliocephalus
Poliocephalus är ett släkte med fåglar i familjen doppingar inom ordningen doppingfåglar. Det omfattar två arter förekommer i Australien och på Nya Zeeland:
- Gråhuvad dopping (P. poliocephalus)
- Maoridopping (P. rufopectus)